# Bryan Gil
Pour les articles homonymes, voir Gil.
Bryan Gil, de son nom complet Bryan Gil Salvatierra, né le 11 février 2001 à Barbate en Espagne, est un footballeur international espagnol qui joue au poste d'ailier gauche au Tottenham Hotspur.

## Biographie

### En club

#### Séville FC
Natif de Barbate en Espagne, Bryan Gil intègre le centre de formation du Séville FC en 2012. Il passe par les équipes de jeunes. 
En 2018, Gil intègre l'équipe B. Le 6 janvier 2019, il fait ses débuts en professionnel à l'occasion d'un match de Liga face à l'Atlético de Madrid. Ce jour-là, il entre en jeu en fin de partie à la place de Wissam Ben Yedder et les deux équipes se partagent les points en faisant match nul (1-1). Il inscrit son premier but en professionnel le 25 avril 2019 contre le Rayo Vallecano en championnat. Entré en jeu à la 71e minute de jeu à la place de Munir El Haddadi, Gil participe à la victoire de son équipe par cinq buts à zéro en inscrivant le dernier but de la partie, servi par Pablo Sarabia. Cette réalisation fait de lui le premier joueur né au XXIe siècle à marquer dans l'élite espagnole.

##### Prêt au CD Leganés
Le 31 janvier 2020, dernier jour du mercato hivernal, Gil est prêté jusqu'à la fin de la saison 2019-2020 au CD Leganés. Il joue un total de douze matchs avec cette équipe, pour un but marqué, lors de sa dernière apparition, le 19 juillet 2020, lors d'une rencontre de championnat face au Real Madrid (2-2 score final).

##### Prêt à la SD Eibar
Le 5 octobre 2020 lors du dernier jour du mercato, Gil est prêté avec son coéquipier Alejandro Pozo à la SD Eibar. Il inscrit son premier doublé en carrière le 3 janvier 2021 qui permet à Eibar de s'imposer 2-0 face au Grenade CF lors de la 17e journée de Liga.

##### Tottenham Hotspur
Le 26 juillet 2021, Bryan Gil s'engage en faveur de Tottenham Hotspur pour un contrat courant jusqu'en juin 2026. Dans le même temps Erik Lamela fait le chemin inverse,.
En octobre 2021, il fait partie de la liste des 20 finalistes pour le trophée du Golden Boy,.

### Prêts à Valence et Séville
Le 30 janvier 2022, Bryan Gil est prêté jusqu'à la fin de la saison au Valence CF,.
Le 30 janvier 2023, Bryan Gil est prêté au Séville FC jusqu'à la fin de la saison.
Il marque notamment pour Séville le 11 février 2023, jour de ses 22 ans, contre le RCD Majorque, en championnat. Son équipe l'emporte ce jour-là par deux buts à zéro.

### En sélections nationales
Avec l'équipe d'Espagne des moins de 17 ans, Bryan Gil participe au Championnat d'Europe 2018 des moins de 17 ans qui a lieu en Angleterre.
Le 15 mars 2021, Gil est convoqué par Luis Enrique en équipe d'Espagne A. Il fait ses débuts le 25 mars face à la Grèce lors des éliminatoires de la Coupe du monde 2022, remplaçant Sergio Canales à l'heure de jeu. Son entrée de jeu est félicitée par les médias qui soulignent son « élégance » malgré un nul 1-1,. Trois jours plus tard, Gil est titulaire contre la Géorgie et cède sa place à la mi-temps d'un succès 1-2. Il joue ensuite le 8 juin 2021 face à la Lituanie en match amical, débutant la rencontre en tant que titulaire. Cette rencontre fera non seulement parler d'elle par l'originalité de la situation mais aussi par le score final de la rencontre, ceci parce que l'Espagne, composée d'une équipe d'espoirs, finit par remporter la rencontre 4 à 0,.

## Statistiques

### Statistiques générales
Ce tableau présente les statistiques en carrière de joueur de Bryan Gil.

| Saison                | Club                  | Championnat           | Championnat | Championnat | Championnat | Coupe(s) nationale(s) | Coupe(s) nationale(s) | Coupe(s) nationale(s) | Compétition(s) continentale(s) | Compétition(s) continentale(s) | Compétition(s) continentale(s) | Compétition(s) continentale(s) | Espagne | Espagne | Espagne | Total | Total | Total |
| Saison                | Club                  | Division              | M.          | B.          | P.d.        | M.                    | B.                    | P.d.                  | Comp.                          | M.                             | B.                             | P.d.                           | M.      | B.      | P.d.    | M.    | B.    | P.d.  |
| 2018-2019             | Séville FC B          | Segunda Division B    | 23          | 4           | 6           | -                     | -                     | -                     | -                              | -                              | -                              | -                              | -       | -       | -       | 23    | 4     | 6     |
| 2018-2019             | Séville FC            | Liga                  | 11          | 1           | 1           | 2                     | 0                     | 0                     | C3                             | -                              | -                              | -                              | -       | -       | -       | 13    | 1     | 1     |
| 2019-2020             | Séville FC            | Liga                  | 2           | 0           | 0           | 1                     | 0                     | 0                     | C3                             | 4                              | 1                              | 1                              | -       | -       | -       | 7     | 1     | 1     |
| 2020-2021             | Séville FC            | Liga                  | 1           | 0           | 0           | -                     | -                     | -                     | -                              | -                              | -                              | -                              | -       | -       | -       | 1     | 0     | 0     |
| Sous-total            | Sous-total            | Sous-total            | 14          | 1           | 1           | 3                     | 0                     | 0                     | -                              | 4                              | 1                              | 1                              | -       | -       | -       | 21    | 2     | 2     |
| 2019-2020             | CD Leganés (prêt)     | Liga                  | 12          | 1           | 0           | -                     | -                     | -                     | -                              | -                              | -                              | -                              | -       | -       | -       | 12    | 1     | 0     |
| 2020-2021             | SD Eibar (prêt)       | Liga                  | 28          | 4           | 3           | 1                     | 0                     | 1                     | -                              | -                              | -                              | -                              | 3       | 0       | 1       | 32    | 4     | 5     |
| 2021-2022             | Tottenham Hotspur     | Premier League        | 9           | 0           | 0           | 5                     | 0                     | 0                     | C4                             | 6                              | 0                              | 0                              | -       | -       | -       | 20    | 0     | 0     |
| 2022-2023             | Tottenham Hotspur     | Premier League        | 4           | 0           | 1           | 3                     | 0                     | 0                     | C1                             | 4                              | 0                              | 0                              | -       | -       | -       | 11    | 0     | 1     |
| 2023-2024             | Tottenham Hotspur     | Premier League        | 11          | 0           | 0           | 1                     | 0                     | 0                     | -                              | -                              | -                              | -                              | -       | -       | -       | 12    | 0     | 0     |
| Sous-total            | Sous-total            | Sous-total            | 24          | 0           | 1           | 9                     | 0                     | 0                     | -                              | 10                             | 0                              | 0                              | -       | -       | -       | 43    | 0     | 1     |
| 2021-2022             | Valence CF (prêt)     | Liga                  | 13          | 0           | 1           | 4                     | 0                     | 0                     | -                              | -                              | -                              | -                              | -       | -       | -       | 17    | 0     | 1     |
| 2022-2023             | Séville FC (prêt)     | Liga                  | 17          | 2           | 2           | -                     | -                     | -                     | C3                             | 7                              | 0                              | 2                              | 1       | 0       | 0       | 25    | 2     | 4     |
| 2024-2025             | Girona FC (prêt)      | Liga                  | 25          | 3           | 3           | 1                     | 1                     | 0                     | C1                             | 6                              | 0                              | 0                              | 1       | 1       | 0       | 33    | 5     | 3     |
| Total sur la carrière | Total sur la carrière | Total sur la carrière | 156         | 15          | 17          | 18                    | 1                     | 1                     | -                              | 27                             | 1                              | 3                              | 5       | 1       | 1       | 206   | 18    | 22    |

### Matchs internationaux
| 0 | Date         | Lieu                                   | Adversaire | Score | Compétition                       | Statut                             | Performances |                     |
| 0 | Date         | Lieu                                   | Adversaire | Score | Compétition                       | Statut                             | But(s)       | Pas.                |
| - | ------------ | -------------------------------------- | ---------- | ----- | --------------------------------- | ---------------------------------- | ------------ | ------------------- |
| 1 | 25 mars 2021 | Nouveau stade de Los Cármenes, Grenade | Grèce      | 1-1   | Éliminatoires Coupe du monde 2022 | Remplaçant · ( 64e Sergio Canales) |              |                     |
| 2 | 28 mars 2021 | Stade Boris-Paichadze, Tbilissi        | Géorgie    | 1-2   | Éliminatoires Coupe du monde 2022 | Titulaire · ( 46e Dani Olmo)       |              |                     |
| 3 | 8 juin 2021  | Stade municipal de Butarque, Leganés   | Lituanie   | 4-0   | Amical                            | Titulaire                          |              | 75e pour Javi Puado |

## Palmarès

### En club
Avec son club formateur du Séville FC, Gil remporte la Ligue Europa en 2020, bien qu'il ne participe pas à la finale. Il gagne également cette compétition en 2023.

### En sélections nationales
Titulaire régulier en équipe d'Espagne des moins de 19 ans, Gil est vainqueur du championnat d'Europe des moins de 19 ans en 2019. Avec l'équipe d'Espagne olympique, il est médaillé d'argent lors des Jeux olympiques de 2020.